# Union Station (Los Ángeles)
Union Station es la estación terminal ferroviaria de la ciudad de Los Ángeles, California.
Inaugurada en mayo del año 1939, fue "la última gran estación de ferrocarriles" construida en los Estados Unidos. Es una de las más pequeñas de la Unión, a pesar de su amplio salón principal. Fue denominada originalmente Terminal de Pasajeros de Los Ángeles (LAUPT), pero la Autoridad de Transporte Metropolitano del Condado de Los Ángeles cambió su nombre por Los Angeles Union Station, (LAUS).
Está ubicada en el Centro de Los Ángeles frente a Olvera Street y además de por los servicios de Amtrak es utilizada por el sistema de ferrocarriles regional, Metrolink y por tres líneas del Metro de Los Ángeles,  en una estación subterránea del mismo nombre.
Ha sido localización de escenas en numerosas películas, entre ellas: Union Station (si bien se supone que transcurre en la estación homónima de Chicago), Speed, Pearl Harbor, Blade Runner y Star Trek VIII: Primer contacto. También aparece en  series televisivas, entre ellas;  24.

## Servicios

### Amtrak

#### Rutas de larga distancia de Amtrak
Union Station es la terminal occidental de cuatro de los trenes de larga distancia de Amtrak:
- Coast Starlight, a Seattle (diariamente, el servicio comenzó en 1971)
- Southwest Chief, a Chicago (diariamente, el servicio comenzó en 1939 como Super Chief, rebautizado como Southwest Limited en 1974 y Southwest Chief en 1984)
- Sunset Limited, a Nueva Orleans (cada tres semanas, el servicio comenzó en 1939)
- Texas Eagle, a Chicago (tres veces por semana, el servicio comenzó en 1982)

Rutas regionales de Amtrak California
Amtrak California opera servicios ferroviarios regionales varias veces al día a ciudades de todo el estado:
- Pacific Surfliner, de San Diego a San Luis Obispo vía Los Ángeles (el servicio comenzó en 1939 como San Diegan, rebautizado como Pacific Surfliner en 2000): 13 viajes de ida y vuelta diarios, la mayoría de los cuales se originan y terminan aquí; tres corren a Goleta y dos corren a San Luis Obispo.
- Las conexiones de San Joaquins a Oakland o Sacramento se proporcionan a través de los servicios de autobuses Amtrak Thruway Motorcoach.

### Metrolink
La estación es el centro de Metrolink y seis de las ocho líneas de Metrolink dan servicio a la estación:
- Línea Antelope Valley, a Lancaster (el servicio comenzó en 1992)
- Línea Riverside, a Riverside (el servicio comenzó en 1993)
- Línea Orange County, a Oceanside (el servicio comenzó en 1990 como Amtrak Orange County Commuter)
- Línea San Bernardino, a San Bernardino (el servicio comenzó en 1992)
- Línea Ventura County, a Ventura (el servicio comenzó en 1992)
- Línea 91/Perris Valley, a Perris (el servicio comenzó en 2002)

### Metro de Los Ángeles
Tres líneas del Metro de Los Ángeles, que llegan a la estación de metro Union Station dan servicio a la estación con aproximadamente 300 trenes de Metro Rail que salen todos los días de la semana. Las líneas B y D son ferroviarias pesadas y comparten una plataforma subterránea, mientras que la línea A usa las vías uno y dos en el exterior.

### Metro Busway
Una línea de autobús de tránsito rápido de Metro Busway hace una parada en la Plaza de tránsito de Patsaouras. La línea J del Metro Busway opera entre la estación de autobuses de El Monte, el Downtown de Los Angeles, el Centro de tránsito Harbor Gateway y viajes selectos a San Pedro utilizando El Monte Busway y Harbor Transitway.

### Servicios de autobús

#### Autobuses Thruway de Amtrak
Amtrak California opera varias rutas de autobuses bajo la marca Amtrak Thruway desde Union Station utilizando bahías de autobuses exclusivas en el lado norte de la estación.
Las conexiones a los trenes de San Joaquins se proporcionan a través de la ruta de autobús 1 que viaja hacia y desde la estación Bakersfield Amtrak. El servicio ferroviario directo a Bakersfield no es posible porque los trenes de pasajeros normalmente no están permitidos en los bucles tehachapi cerca de Bakersfield. Cuando los trenes no circulan durante la noche, varias rutas de autobús brindan servicio a lo largo de la ruta Pacific Surfliner (a Santa Bárbara, San Diego y estaciones intermedias seleccionadas) y la ruta San Joaquín (a Fresno y estaciones intermedias seleccionadas):
- Ruta 1: Bakersfield - Los Ángeles - Santa Ana - San Diego
- Ruta 4: Santa Bárbara - Los Ángeles

#### Flixbus
Si bien no se detiene en la propiedad de Union Station, FlixBus brinda servicio interurbano a destinos en todo el oeste de los Estados Unidos desde un estacionamiento al otro lado de la calle de la estación en la esquina noroeste de Cesar Chavez Avenue y Vignes Street.

#### Greyhound
Greyhound Lines opera su principal estación de Los Ángeles desde Patsaouras Transit Plaza. La estación abrió el 19 de octubre de 2022, reemplazando una estación ubicada en 7th y Alameda en el Arts District.